# Santuario di Nostra Signora Incoronata
La chiesa di Santa Maria e San Michele Arcangelo, più conosciuta come Santuario di Nostra Signora Incoronata è una chiesa cattolica situata nel comune di Genova, sulla collina di Coronata, nel quartiere di Cornigliano, nel ponente cittadino. La sua comunità parrocchiale fa parte del vicariato di "Cornigliano" dell'arcidiocesi di Genova.

## Storia
Il Santuario di N. S. Incoronata è uno dei più antichi santuari mariani della Liguria. Le prime notizie documentate sull'esistenza in questo luogo di una chiesa, in origine dedicata a san Michele, risalgono ad un documento del 25 marzo 1157, anche se la tradizione la fa risalire all'VIII secolo.
Proprio in quegli anni la piccola chiesa divenne un santuario mariano a seguito di un evento ritenuto miracoloso: il ritrovamento sulla spiaggia di Sampierdarena, dopo un naufragio, di una statua lignea della Madonna con il Bambino, proveniente dall'Oriente. Collocata da alcuni pescatori nella propria chiesa a Sampierdarena, sparì e fu ritrovata nella chiesetta di San Michele. Il fatto, ripetutosi più volte, fu ritenuto miracoloso, così fu decisa la costruzione del santuario, ampliando l'originaria cappelletta. Da allora il santuario ha attirato folle di pellegrini. A seguito di questo evento il culto per la Madonna, sotto il titolo di "Santa Maria di Columnata" andò a sostituire quello più antico a san Michele Arcangelo.
Nel 1420 il doge genovese Tomaso Fregoso vi si recò in pellegrinaggio, come ringraziamento per la vittoria in Corsica sugli Aragonesi; l'avvenimento è documentato da un dipinto ancora esistente nella chiesa.
Dopo essere appartenuta dal 1343 ai cistercensi, come dipendenza della Badia di Sant'Andrea degli Erzelli, la chiesa nel 1485 fu assegnata in commenda dal papa Innocenzo VIII al cardinale Paolo Fregoso, arcivescovo di Genova e più volte doge; nello stesso anno fu eretta in parrocchia. L'anno seguente passò ai Canonici Regolari di Sant'Agostino, detti Renani, che nel 1825 sarebbero confluiti nella congregazione dei Canonici Regolari Lateranensi, i quali ancora oggi reggono la parrocchia.
La chiesa fu completamente ricostruita in stile romanico-rinascimentale tra il 1487 e il 1502, insieme con la canonica e il chiostro, con il patrocinio della famiglia Spinola e del cardinale Giuliano Della Rovere (il futuro papa Giulio II) e consacrata nel 1502 da Domenico Valdettaro, vescovo di Accia (Corsica).
Tra il XVI e il XVII secolo il santuario, grazie ai contributi di alcune famiglie patrizie genovesi, si arricchì di pregevoli opere d'arte.

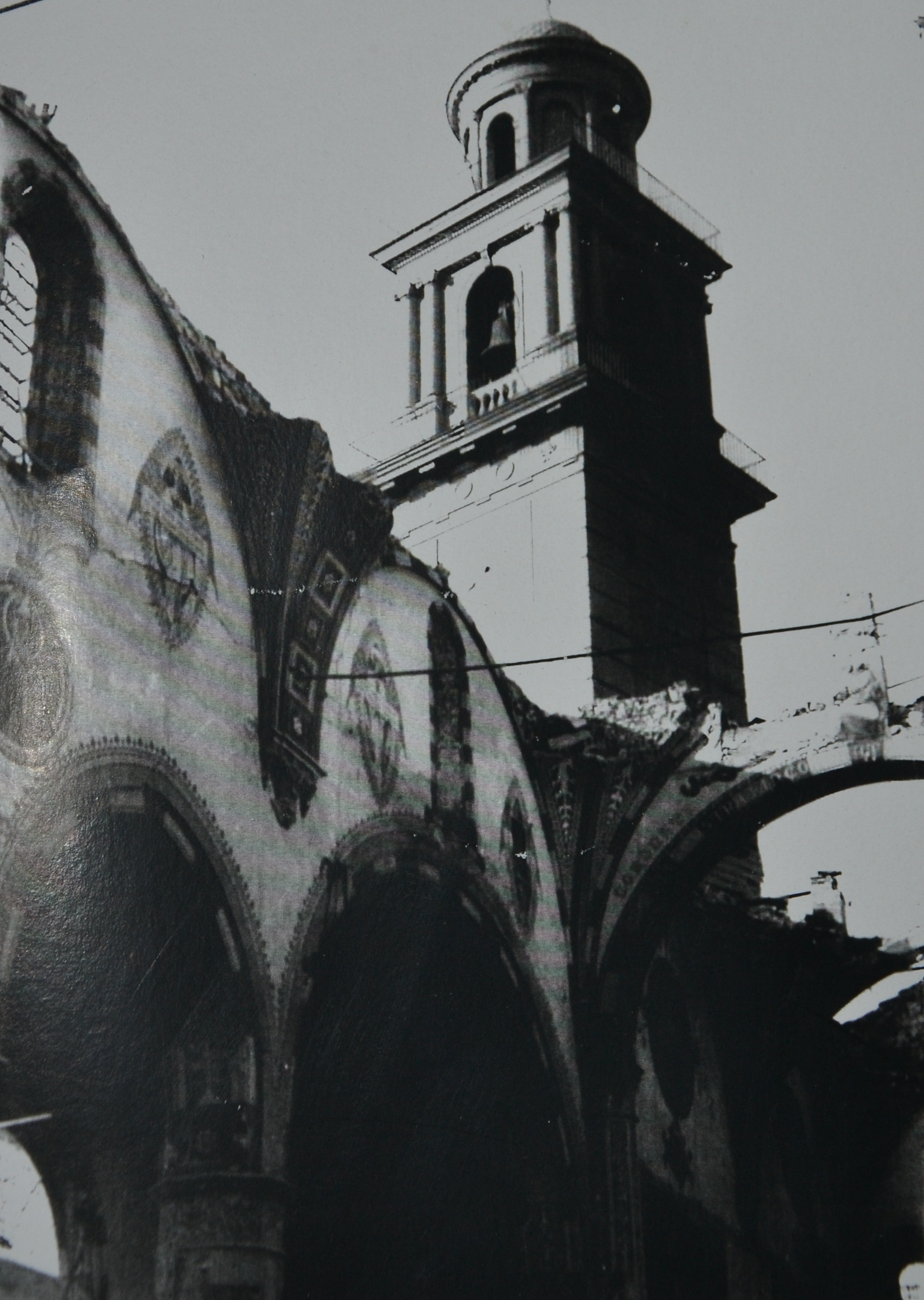
La chiesa dopo i bombardamenti

Nel 1720 la chiesa fu trasformata in stile barocco, aspetto che avrebbe mantenuto fino alla fine dell'Ottocento; nel 1740 per decreto del papa Clemente XII fu solennemente incoronata la statua della Madonna; il complesso subì gravi danni nel 1747 nel corso degli eventi legati alla guerra di successione austriaca e nuovi lavori vennero eseguiti in varie riprese nel corso del XVIII secolo.
Nel 1847 fu eretto l'attuale campanile. All'inizio del XX secolo fu avviato un radicale restauro della chiesa, completato nel 1940, che la riportò all'originario stile romanico-rinascimentale della fine del Quattrocento.
La chiesa appena restaurata e l'annesso convento furono quasi completamente distrutti durante la seconda guerra mondiale, a causa dei bombardamenti aerei del 9 novembre 1943 e del 4 giugno 1944, da cui si salvarono solo il campanile, gran parte della facciata e la cappella di N.S. Incoronata con la quattrocentesca statua lignea policroma della Madonna. Nel bombardamento andarono perdute anche alcune opere d'arte.
Nuovamente ricostruita nelle forme originarie, fu consacrata nel 1955 dall'arcivescovo di Genova, il cardinale Giuseppe Siri, ma rimase nuovamente chiusa dal 1963 al 1971 a causa dei danni provocati dai lavori per la costruzione della sottostante galleria dell'Autostrada A10. Durante i lavori di ricostruzione della chiesa, fino al 1955, ed ancora durante la chiusura dal 1963 al 1971, le funzioni religiose furono officiate nel vicino oratorio, peraltro anch'esso danneggiato dai bombardamenti.

## Descrizione
La chiesa si presenta oggi nell'originario stile rinascimentale, frutto della fedele ricostruzione, nel secondo dopoguerra, dell'edificio cinquecentesco quasi completamente distrutto dai bombardamenti. Nella ricostruzione è stata rispettata la struttura architettonica della chiesa originaria, ma non è stato possibile ricreare la ricca decorazione interna.

### Esterno

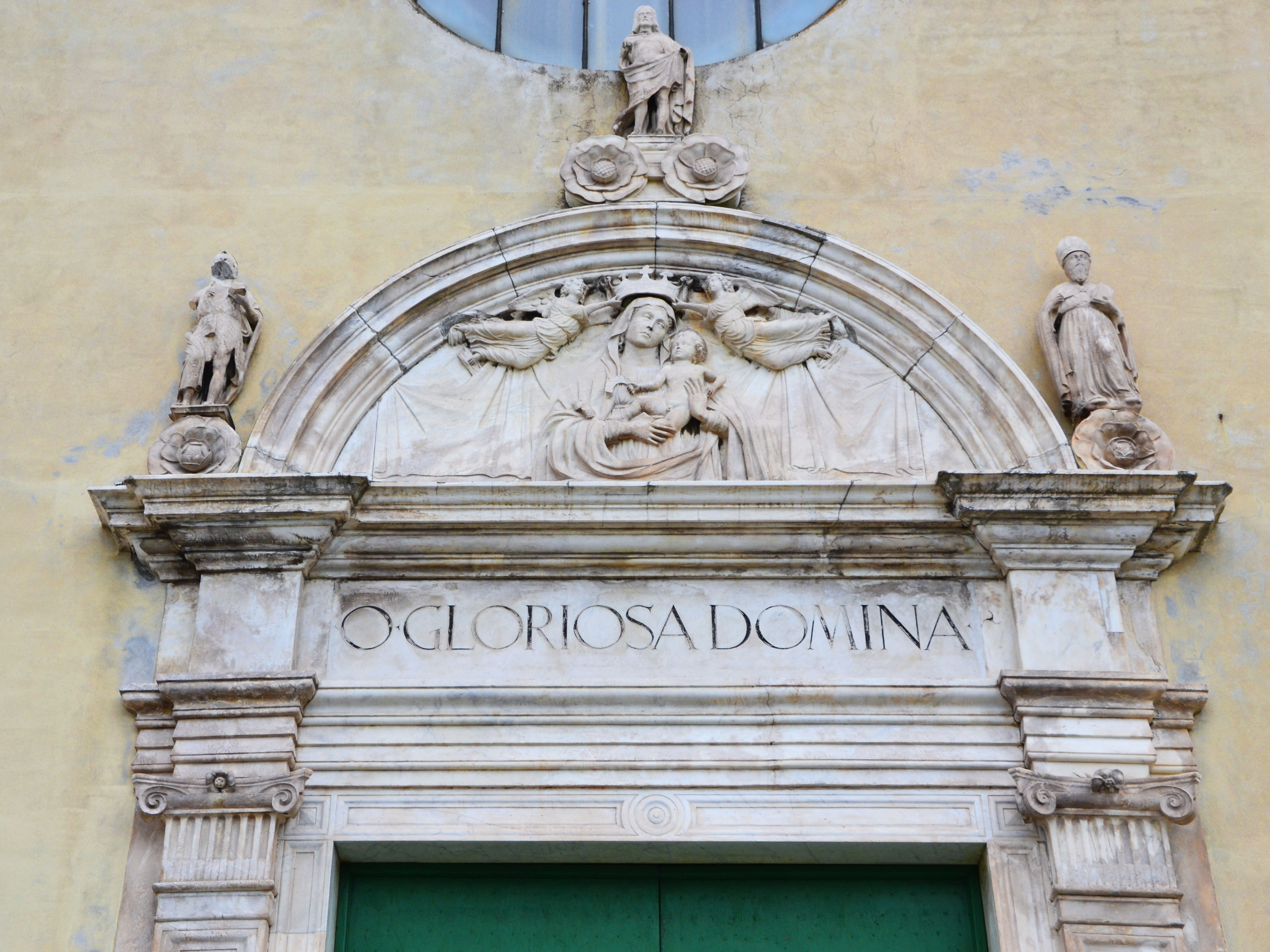
Portale rinascimentale con la Vergine incoronata

La facciata è uno dei pochi elementi originari sopravvissuti alla distruzione della seconda guerra mondiale. Sopra all'ingresso principale si trova un altorilievo in marmo raffigurante la "Vergine Incoronata Regina", incorniciato da una lunetta sormontata dalle statue del SS. Salvatore, di S. Agostino e di S. Giovanni Battista.

### Interno
L'ampio interno ha tre navate con volte a crociera divise da quattro colonne ottagonali per lato. Alla base dei costoloni delle volte sono stati collocati i peducci originali in ardesia recuperati dalle macerie. L'ambiente è reso luminoso dalla tinteggiatura delle pareti a colori tenui, che ha sostituito la scomparsa decorazione gotica.

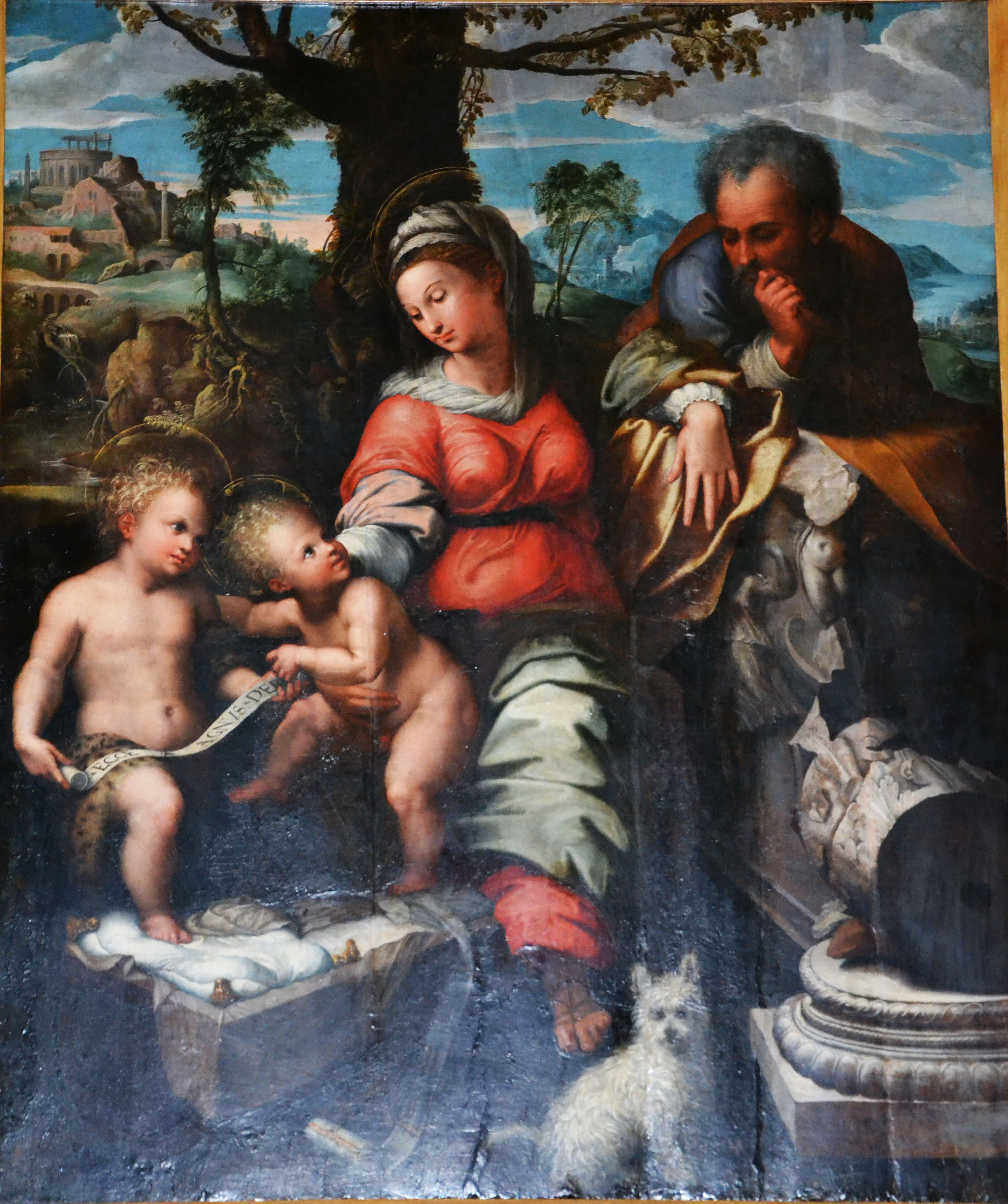
Sacra Famiglia, XVI secolo

L'altare maggiore andò distrutto nel 1943 e fu sostituito da uno nuovo, consacrato il 9 luglio 1955 dal cardinale Giuseppe Siri. In fase di ricostruzione furono rifatti anche il coro, in legno di noce (1957, in sostituzione del precedente del 1755) e l'organo, inaugurato nel 1962.

#### Il trittico della Sacra Famiglia
Sulla parete della navata destra è stata collocata l'opera d'arte di maggior pregio, il trittico cinquecentesco raffigurante nella parte centrale la Sacra Famiglia con S. Giovannino e nei pannelli laterali S. Pietro e S. Paolo. La tavola centrale, da sempre ritenuta opera di Perin del Vaga, è stata recentemente attribuita a Girolamo Siciolante da Sermoneta; i pannelli laterali con le figure dei due apostoli sono opera del cosiddetto Pancalino, nome collettivo con cui viene impropriamente indicata una bottega in cui, accanto alla figura di Raffaello De Rossi, artista toscano trapiantato nella Riviera di Ponente, operarono vari pittori, tutti appartenenti alla sua famiglia. Si ritiene che in origine le ante laterali fossero parte di un altro polittico successivamente smembrato.

#### Cappelle laterali
Lungo ciascuna delle navate laterali si trovano cinque cappelle, quasi tutte completamente ricostruite nel dopoguerra riproducendo nella struttura architettonica quelle andate distrutte; alcune si presentano tuttavia spoglie e solo in tre di esse è stato ricostruito l'altare.
- Cappelle di destra
  - Seconda cappella, dedicata alla Deposizione. Priva di altare, vi è collocato un grande dipinto a olio di Bernardo Castello raffigurante la Deposizione di Gesù dalla croce, recentemente restaurato.
  - Terza cappella, dedicata al SS. Salvatore. Ha un altare, in marmo policromo, proveniente dalla cappella dell'ex Istituto scolastico dell'Immacolata Concezione. Il moderno quadro raffigurante il SS. Salvatore è stato donato nel 1986 dai Canonici Regolari Lateranensi della chiesa di San Giuseppe a via Nomentana di Roma, in occasione delle celebrazioni per i 500 anni di presenza a Coronata dei Canonici Regolari di S. Agostino.
  - Quarta cappella, dedicata al Crocifisso e ai defunti. L'altare è stato ricomposto utilizzando elementi recuperati dagli altari distrutti nel 1943.

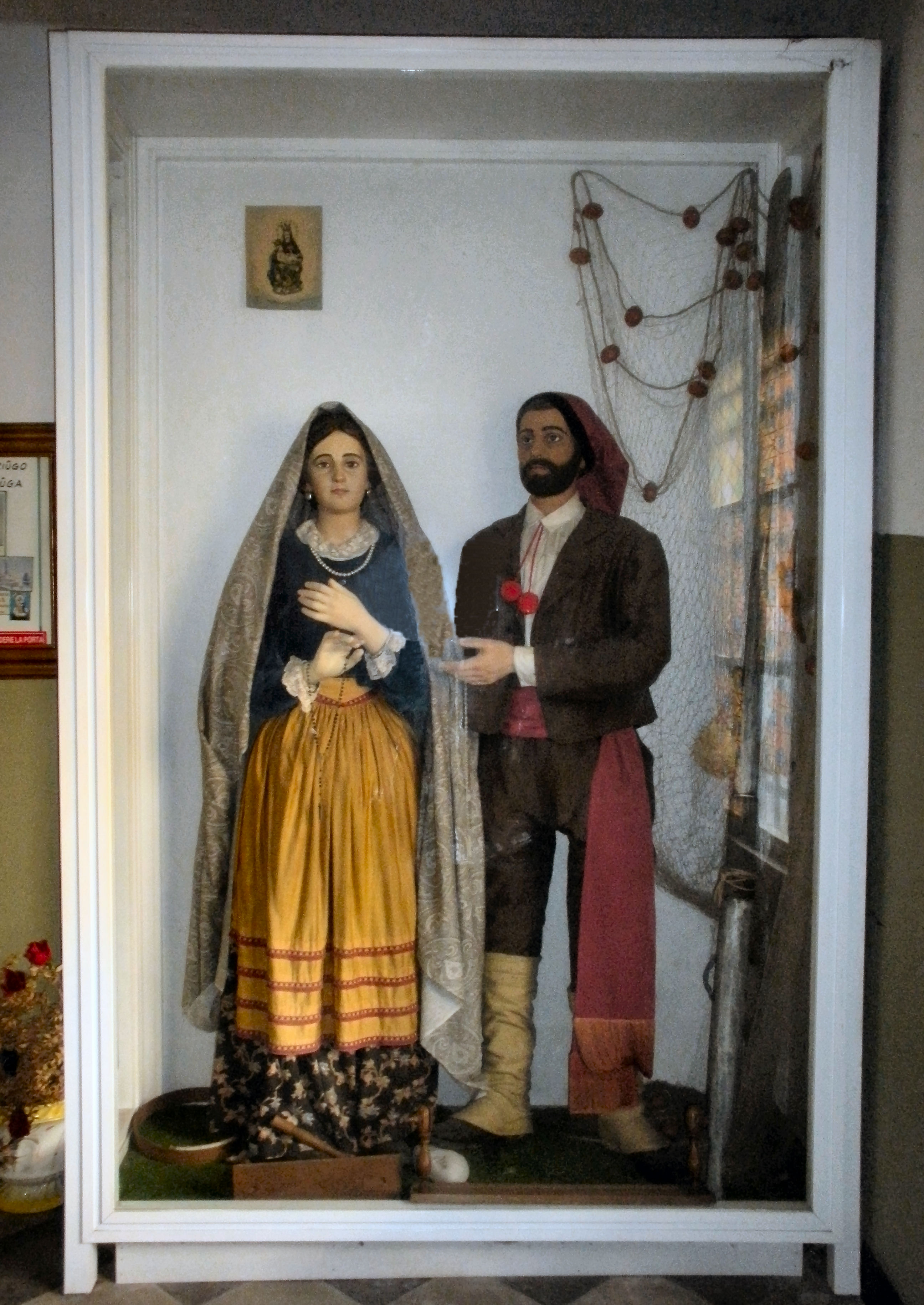
Le statue del Pacciûgo e della Pacciûga

  - Le statue del Pacciûgo e della PacciûgaQuinta cappella: posta in capo alla navata destra, è dedicata a N. S. Incoronata; rimasta indenne dai bombardamenti, fu eretta nel 1498 da Antonio Spinola e ristrutturata nell'Ottocento. In una nicchia marmorea è custodita la seicentesca statua della Madonna; alle pareti, due dipinti di Filippo Alessi (1827) che raffigurano Il doge Tomaso di Campofregoso in visita al Santuario e La statua della Madonna portata dagli angeli da Sampierdarena a Coronata. Due tele di Marcello Baschenis (1829-1888), ai lati della nicchia (1875), rappresentano alcuni episodi della leggenda del Pacciûgo e della Pacciûga.

- Cappelle di sinistra
  - Prima cappella, dedicata alla Madonna del Rosario. Ospita la statua processionale della Madonna del Rosario (1854), dello scultore genovese Giovanni Battista Drago (1802-1874).
  - Seconda cappella. Vi è collocato un dipinto raffigurante L'Educazione della Vergine, di autore ignoto del XVIII secolo, proveniente dallo scomparso convento delle Monache Turchine di Genova.
  - Terza cappella. Anche qui si trovano due dipinti di autori ignoti del XVIII secolo, raffiguranti l'Assunta e l'Annunciazione.
  - Quarta cappella, dedicata a San Girolamo. Prima della distruzione questa cappella ospitava il trittico della Sacra Famiglia. Sulla parete sinistra si trova un grande affresco del Cinquecento, l'unico sopravvissuto al bombardamento ma assai deteriorato, che raffigura S. Girolamo penitente nel deserto. Alla parete di destra è il sarcofago in marmo di Francesco Pallavicini, vescovo di Aleria in Corsica nel XVI secolo. L'opera è attribuita a Guglielmo Della Porta (1500-1577).
  - Quinta cappella: posta in capo alla navata sinistra, è dedicata al S. Michele e agli Arcangeli. L'altare è stato ricostruito nel 1957, alle pareti si trovano dipinti di pittori del Novecento, tra cui una copia del San Michele Arcangelo[5] di Guido Reni.

### Campanile

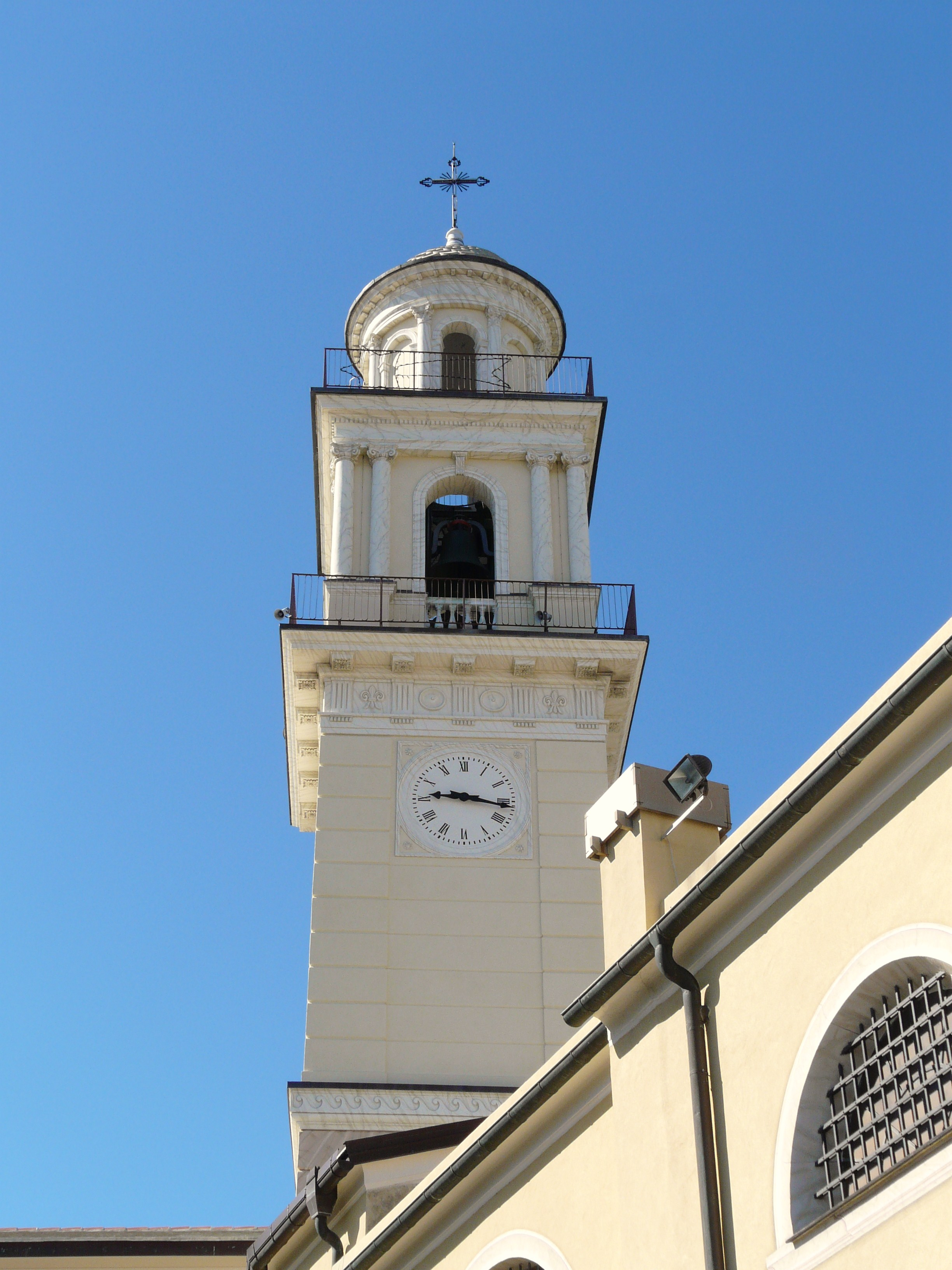
Il campanile

Il campanile, che sorge tra la chiesa e il convento, fu costruito nel 1847 e superò indenne i bombardamenti della seconda guerra mondiale. Il concerto di campane, in origine formato da soli quattro elementi, è via via cresciuto fino alle attuali dodici.

### Chiostro

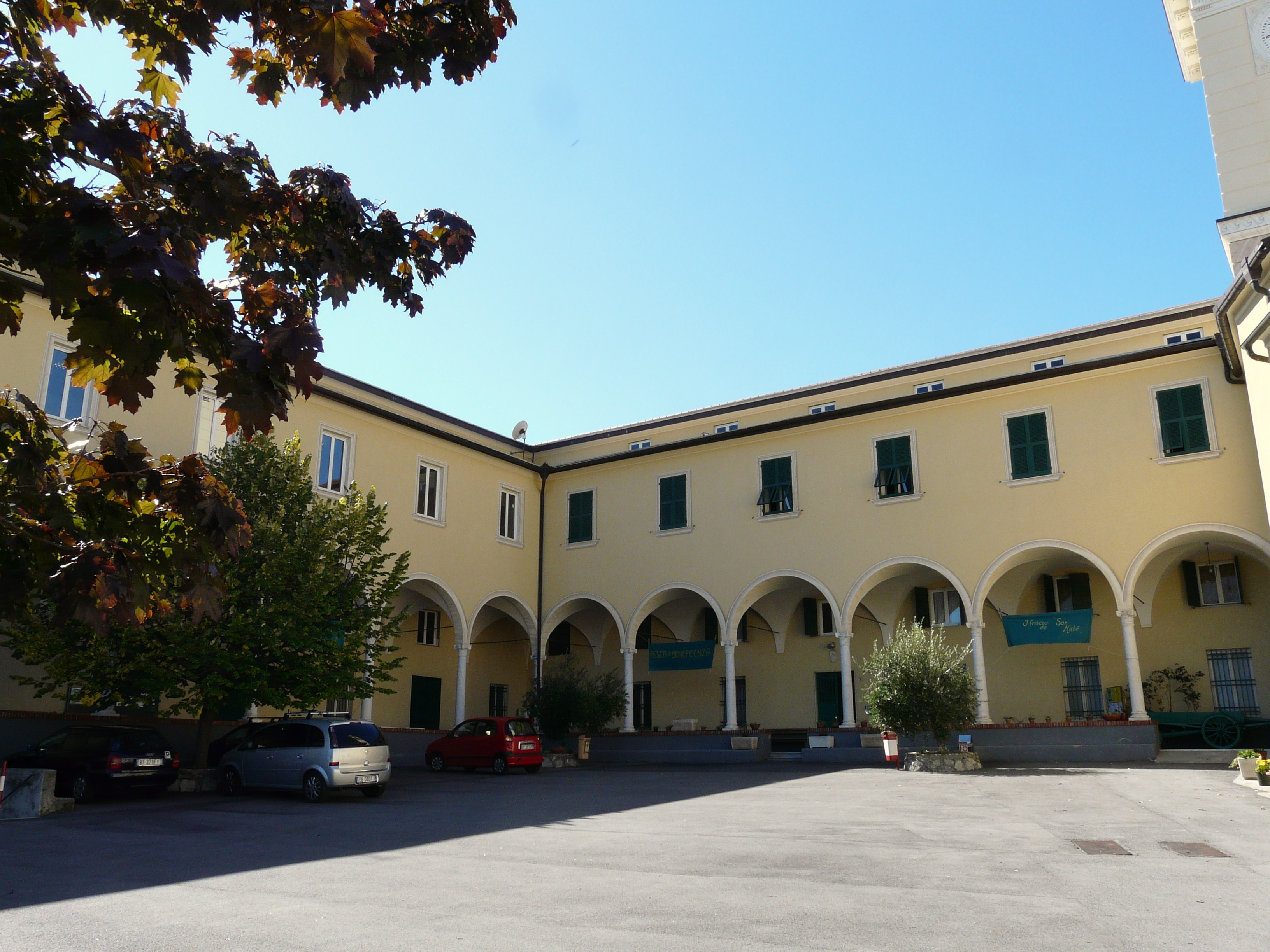
Il chiostro

Il grande piazzale tra la chiesa e il convento è delimitato a nord dal prospetto laterale della chiesa, a levante dal muro di sostegno con la rampa di accesso dalla sottostante piazza e dagli altri due lati da un portico colonnato, anch'esso ricostruito nel dopoguerra, poiché di quello originario erano rimaste in piedi solo tre delle undici colonne.

### Galleria degli ex voto
Dalla navata destra della chiesa si accede alla galleria degli ex voto. Gran parte dei quadretti votivi conservati nel santuario, che nel XVII secolo, secondo fonti dell'epoca, sarebbero stati oltre 40.000, sono andati in dispersi o distrutti prima con i saccheggi degli austriaci nel 1747 e delle truppe napoleoniche nel 1800 ed infine con i bombardamenti del 1943. Dei più antichi fra quelli superstiti nella galleria sono esposte le fotografie (mentre gli originali sono conservati in luogo protetto, al riparo da possibili furti).
Secondo la tradizione popolare, sono generalmente costituiti da modesti quadretti, privi di pretese artistiche, che descrivono la scena dell'evento (incidenti stradali, sul lavoro, naufragi, malattie) con l'immagine della Vergine Incoronata, a cui si deve l'intervento miracoloso, nell'angolo superiore.
Nella galleria si trova anche un'antica statua della Madonna, ritenuta quella originaria, che secondo la leggenda sarebbe stata trasportata miracolosamente dalla spiaggia di Sampiedarena al santuario, ritrovata all'interno dell'altare di N. S. Incoronata durante i lavori di ricostruzione.

### Pacciûgo e Pacciûga
Nella galleria degli ex-voto, in una teca di vetro, sono esposte anche due statue lignee, chiamate popolarmente Pacciûgo e Pacciûga, raffiguranti una coppia di sposi abbigliati con i tipici costumi genovesi del Settecento. Ai due personaggi è legata una leggenda popolare ambientata intorno all'XI secolo.

## Oratorio di Nostra Signora Assunta

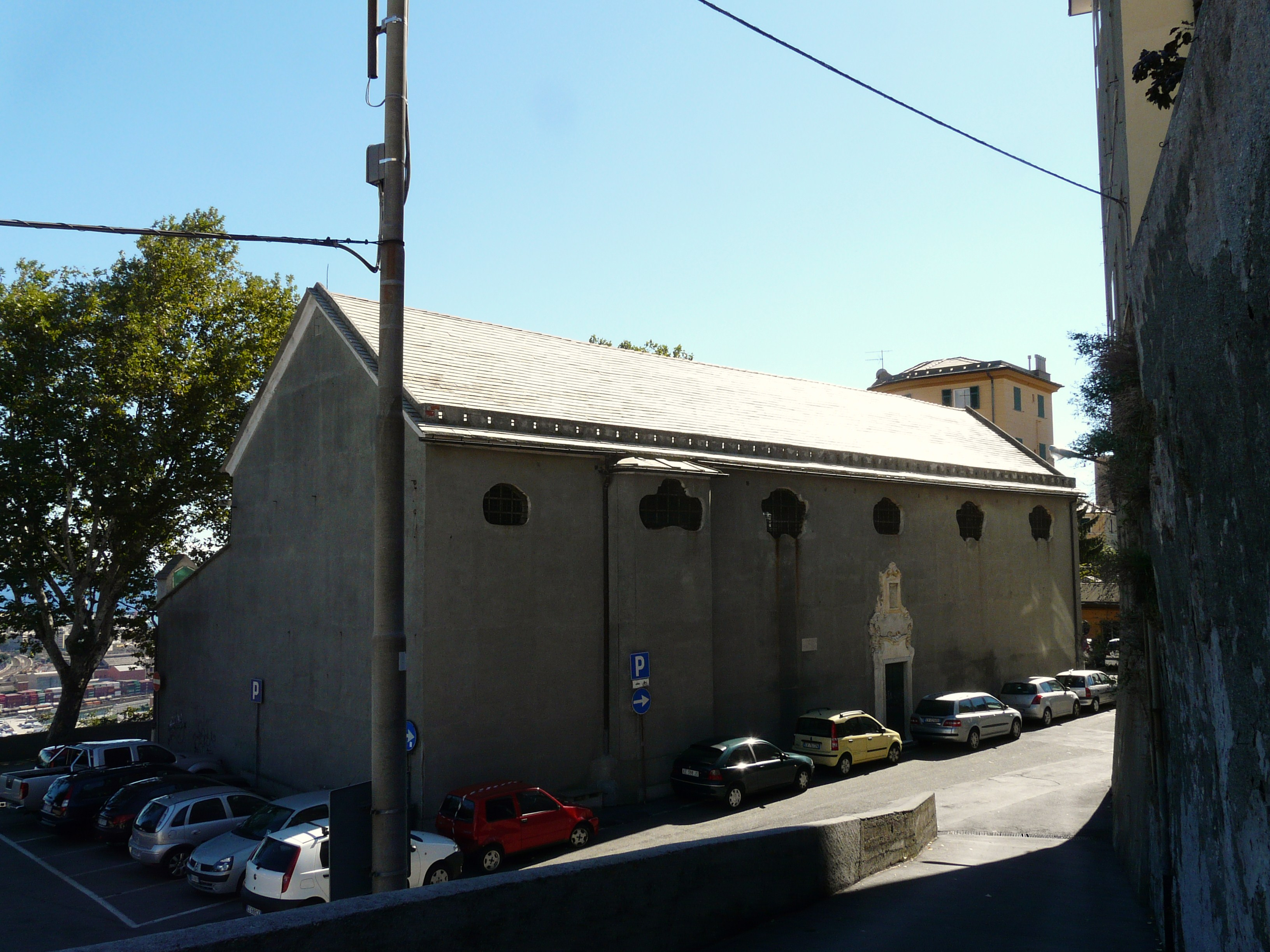
L'oratorio dell'Assunta

Si trova nel piazzale sottostante al santuario. Fu costruito nel Seicento dalla "Confraternita del Gonfalone di N.S. Incoronata", probabilmente su un precedente oratorio del Quattrocento. L'esterno ha un aspetto architettonicamente modesto mentre l'interno, riccamente decorato, è uno dei più pregevoli esempi di barocchetto genovese. In origine era detto "Oratorio di S. Maria Incoronata", mentre l'attuale denominazione risalirebbe alla seconda metà del Settecento.
Al suo interno si trovano affreschi di Giuseppe Palmieri che rappresentano il Giudizio universale ed episodi biblici oltre a numerosi dipinti di Giovanni Raffaele Badaracco raffiguranti episodi del Nuovo Testamento, considerati tra i capolavori del pittore. Questi ultimi furono trafugati durante la guerra del 1747 e successivamente recuperati e restaurati dai confratelli, che ebbero cura dell'edificio anche dopo la soppressione napoleonica delle confraternite (1811).
Dopo i bombardamenti del 1943 e 1944, benché anch'esso gravemente danneggiato, divenne sede delle attività liturgiche e parrocchiali fino al 1955, ed ancora dal 1963 al 1971, quando la chiesa rimase chiusa per i restauri. Per il grave stato di degrado in cui versava, fu chiuso nel 1978 e sottoposto a restauro, concluso nel 1987 per la struttura architettonica e nel 2002 per i dipinti e gli arredi.

## Festività
La festività patronale (San Michele Arcangelo) si celebra con particolare solennità il 29 settembre. In concomitanza con la festa religiosa, in passato si teneva anche una frequentata fiera del bestiame. La fiera era stata istituita con un decreto di Napoleone del 7 agosto 1810.